# Jurij Striedter
Jurij Striedter (* 18. Januar 1926 in Nowgorod; † 21. Juni 2016 in Tampa, Florida) war ein deutscher Slawist und Komparatist. Er wurde durch sein Lehrbuch zum Russischen Formalismus und sein einführendes Vorwort zu den darin versammelten Konzepten zum wichtigsten Vermittler osteuropäischer Literaturtheorien im deutschsprachigen Raum.

## Leben
Striedter wurde in Heidelberg in Germanistik und Philosophie promoviert und studierte dann Slawistik an der Sorbonne. Von 1961 bis 1966 bekleidete er die Slavistik-Professur an der Freien Universität Berlin. Als Inhaber des Lehrstuhles für Slavistik an der Universität Konstanz (1967–1976) gehörte er neben Hans Robert Jauß und Wolfgang Iser zum Kern der Forschergruppe „Poetik und Hermeneutik“. Von 1977 bis 1993 war er „Curt Hugo Reisinger Professor of Slavic Languages and Literatures and Professor of Comparative Literature“ an der Harvard University.
1970/71 war er Vorsitzender des Verbandes der Hochschullehrer für Slavistik, von 1981 bis 1983 Mitglied des wissenschaftlichen Beirates des Wissenschaftskollegs zu Berlin. Gastprofessuren führten ihn u. a. an die Yale University, die Columbia University und die Universität Zürich. 1983 wurde er in die American Academy of Arts and Sciences aufgenommen.

## Schriften
- Der Schelmenroman in Russland: Ein Beitrag zur Geschichte des Russischen Romans vor Gogol, Berlin 1961
- (Hrsg.), Russischer Formalismus. Texte zur allgemeinen Literaturtheorie und zur Theorie der Prosa, München (Wilhelm Fink Verlag) 1969 (5., unveränd. Aufl., München 1994 [UTB 40])
- Dichtung und Geschichte bei Puškin, Konstanz (Universitätsverlag) 1977
- Literary Structure, Evolution, and Value: Russian Formalism and Czech Structuralism Reconsidered, Cambridge (Harvard UP) 1989
- Momente: Erinnerungen an Kindheit und Jugend (1926-1945). Von Stalins Sowjetrussland zu Hitlers „Großdeutschem Reich“. Projekt-Verlag, 2010, ISBN 978-3-89733-224-9

Als Herausgeber:
- Texte der russischen Formalisten. Bd. 1. Texte zur allgemeinen Literaturtheorie und zur Theorie der Prosa. Mit einer einleitenden Abhandlung herausgegeben von Jurij Striedter, Wilhelm Fink Verlag, München 1969